# Grotenburg-Stadion

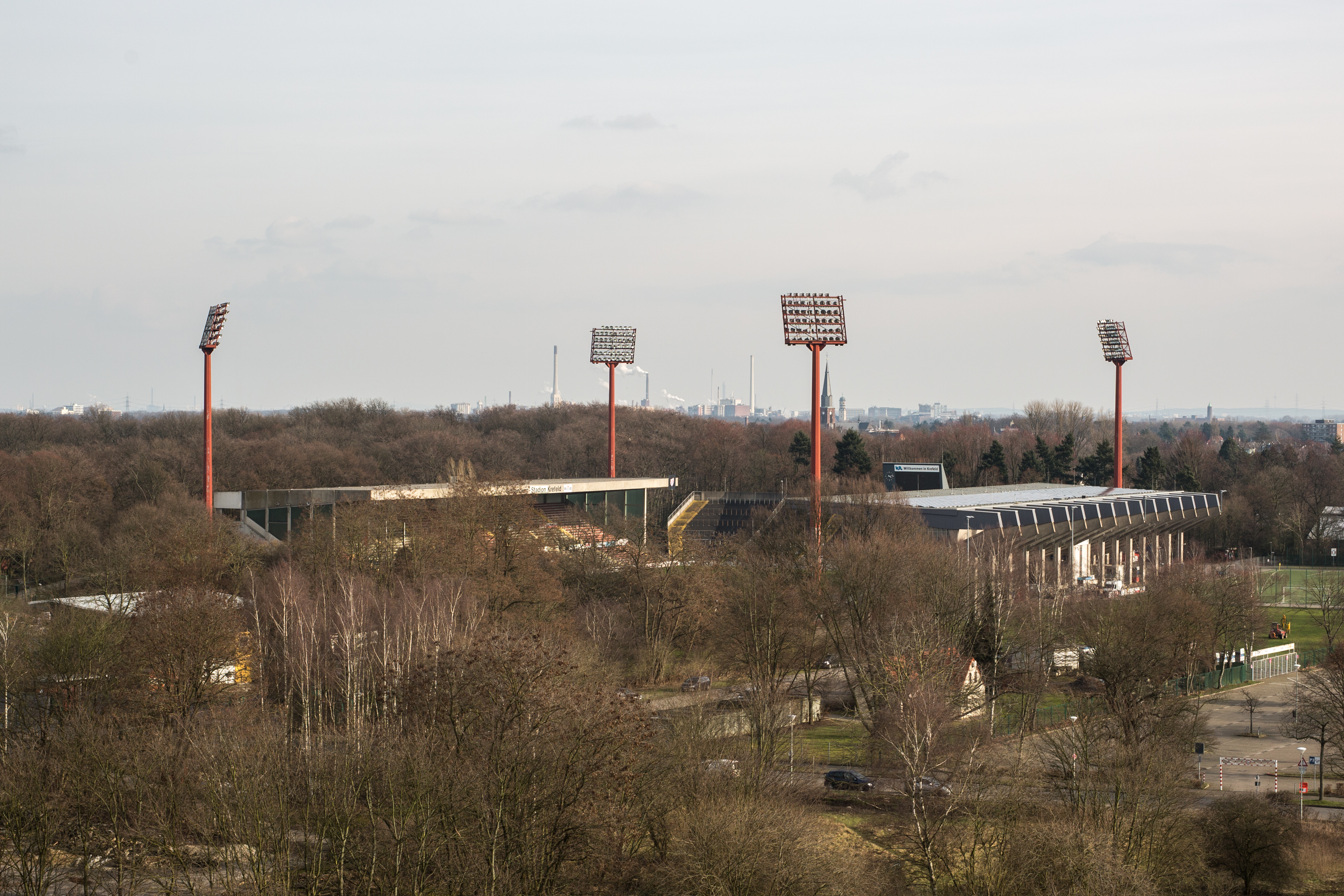
Grotenburg-Stadion

El Grotenburg-Stadion, antiguamente conocido como Grotenburg-Kampfbahn, es un estadio de fútbol situado en el distrito de Bockum, Krefeld. Alberga desde 1971 al histórico KFC Uerdingen 05 (antiguamente Bayer 05 Uerdingen). El Grotenburg, como se le conoce popularmente, ofrecía 9943 asientos cubiertos, 4485 plazas cubiertas de pie y 20 072 plazas descubiertas de pie; en total unas 34 500 plazas; actualmente se encuentra en restauración con una capacidad máxima para 10 000 personas.

## Historia
El estadio fue construido en el año 1927. Durante muchos años tuvo una capacidad de 18 000 espectadores. En el año 1975 se construyó la "Nueva Tribuna" (Neuen Tribüne), la que es hoy día la "Tribuna Sur".
La combinación entre plazas de asiento y de pie comprendía unas 4000 nuevas, lo que elevó la capacidad total del Grotenburg hasta 22 000 localidades.
Tras su apertura, el 22 de julio de 1975 se alcanzó el récord de espectadores en el Grotenburg: 22 000 espectadores en la victoria 6 a 0 contra el FK Pirmasens. 
Tras esa victoria el Bayer 05 Uerdingen subió a primera división por primera vez.
En 1979 se amplió la Curva Oeste (Westkurve), permitiendo una capacidad total de 28 000 espectadores en el Grotenburg. Con las 28 000 localidades agotadas se disputó 
en el Grotenburg el 16 de abril de 1986 la semifinal de la Recopa de Europa entre el Bayer 05 Uerdingen y el Atlético de Madrid (2-3). Al final de la temporada, en 1986, se derribó la "Tribuna Vieja" (Alte Tribüne) de la parte norte y se sustituyó por una tribuna con 6000 localidades con asiento. Al mismo tiempo se levantó la primera parte de la nueva Curva Este (Ostkurve), permitiendo una capacidad total de 30 500 espectadores en el Grotenburg ya para el partido de copa de la UEFA disputado contra el FC Barcelona el 26 de noviembre de 1986.
Tras completarse la Curva Este, la capacidad del estadio se elevó a 35 000 espectadores, pero tras la construcción del marcador en el lado Este, la capacidad descendió en 500 espectadores, hasta 34 500. Las localidades se agotaron por última vez el 5 de noviembre de 1994, en el partido de la Bundesliga contra el Bayern de Múnich (1-1). 
El Bayern de Múnich volvió a disputar en 2004 otro partido, en este caso amistoso, contra el ya KFC Uerdingen, al que acudieron 30 000 espectadores, quedando el resultado 
en un 0-4.
En los siguientes años el KFC Uerdingen descendió varias divisiones, siendo el estadio ocupado y utilizado solo parcialmente. Ni el club ni el ayuntamiento de Krefeld han 
realizado inversión alguna en trabajos de renovación. El verano de 2013 se llegó a tocar fondo en este aspecto, cuando el ayuntamiento prohibió las plazas de pie 
a causa de los inadecuados rompeolas del estadio. Como solución provisional se clausuró esta zona y se arregló gran parte de la arruinada Tribuna Oeste.

## Deportes
El TuS Duisburg 48/99, que jugaba por aquellos entonces en la Regionalliga, eligió como estadio local durante la temporada de la Regionalliga 1963/64 el 
Grotenburg-Kampfbahn, a causa de la competencia existente en su propia ciudad. Junto al fútbol, Grotenburg se ofreció como campo para el balonmano césped: 
el campeón alemán de las temporadas 1965/66 y 1967/68, el TV Oppum, disputaba aquí sus partidos.
El 19 de marzo de 1986 el estadio de Grotenburg se convertía en el escenario de uno de los partidos de fútbol más memorables: el Bayer Uerdingen, en el partido
conocido como el milagro de Grotenburg, remontaba en la Recopa de Europa de la UEFA contra el Dinamo Dresde un 1-3 desfavorable al descanso, 
terminando el partido con un 7-3, resultado que colocaba al Bayer Uerdingen, tras haber perdido el partido de vuelta 2-0, en semifinales de la Recopa.

## Otros
Junto a la destilería Dujardin de Uerdingen, el estadio Grotenburg sirvió como lugar de rodaje de la película El milagro de Berna, del director Sönke Wortmann.

## Partidos importantes en el Grotenburg-Stadion
- 27 de septiembre de 1936: Alemania B – Luxemburgo B 7:2 – (masculino-B-nacional)
- 19 de marzo de 1986: FC Bayer 05 Uerdingen – Dinamo Dresde 7:3 – (Recopa de Europa 1985-86-cuartos de final)
- 16 de abril de 1986: FC Bayer 05 Uerdingen – Atlético Madrid 2:3 – (Recopa de Europa 1985-86-semifinales)
- 26 de noviembre de 1986: FC Bayer 05 Uerdingen – FC Barcelona 0:2 – (Copa de la UEFA 1986-87-3ª ronda)
- 4 de junio de 2006: Macedonia – Turquía 1:0 – (masculino-nacional)
- 3 de agosto de 2006: Alemania – Italia 5:0 – (femenino-nacional)
- 24 de marzo de 2011: Alemania – Turquía 2:0 – (U17-Eurocopa-clasificación)
- 3 de septiembre de 2016: KFC Uerdingen - Cronenberger SC 8:0 – (mayor goleada de la historia del KFC Uerdingen)[2]